# Avantasia
Avantasia è un supergruppo tedesco, di stile Metal-opera,  creato da Tobias Sammet, cantante della band Edguy. È considerata un'opera proprio perché ricca di partecipazioni di celebri cantanti e musicisti del mondo rock e metal ed è strutturata come concept album.
Il progetto può essere suddiviso a grandi linee in quattro periodi di attività. Il primo, 1999-2002, vede l'uscita dell'omonimo singolo e dei due album collegati The Metal Opera e The Metal Opera Part II ed è caratterizzato da un sound prettamente power metal. Il secondo, 2006–2011, comprende gli EP Lost in Space Part I & II e "The Wicked Trilogy", composta dagli album The Scarecrow, The Wicked Symphony e Angel of Babylon; queste produzioni iniziano a discostarsi dal power metal e sono fortemente contaminate da altre influenze musicali come l'AOR, il symphonic metal e l'hard rock. Il terzo, 2013-2016, include gli album The Mystery of Time e Ghostlights; qui prevale ancora maggiormente la vena rock e AOR, rispetto al power metal del primo periodo. Il quarto periodo è iniziato con l'uscita dell'album Moonglow nel 2019 e racchiude un po' tutti i generi toccati dal progetto Avantasia dagli esordi sino a qui.
Un elenco parziale dei cantanti ospiti presenti nel progetto Avantasia include: Michael Kiske (che insieme al creatore Tobias Sammet è l'unico presente in tutti i dischi), Bob Catley, Jørn Lande, Ronnie Atkins, Geoff Tate ed Eric Martin fra gli ospiti più spesso ricorrenti nonché più presenti nella formazione che si esibisce dal vivo, seguiti da vere e proprie special guest come: Alice Cooper, Candice Night, Amanda Somerville, Klaus Meine, Dee Snider, David Defeis, Hansi Kürsch, Jon Oliva, Biff Byford, Joe Lynn Turner, Tim "Ripper" Owens, Russell Allen, Kai Hansen e Andre Matos; mentre fra i musicisti più celebri che hanno partecipato vale la pena citare Rudolf Schenker, Bruce Kulick, Sascha Paeth, Eric Singer, Henjo Richter, Markus Grosskopf, Alex Holzwarth, Timo Tolkki e Jens Johansson.

## Il nome
Il nome della band ha origine dalla fusione delle parole Avalon e fantasia, come riferimento ad "un mondo al di là dell'immaginazione umana" (dalle note interne al libretto contenuto nel primo album).

## Il suono
Il suono della band è cambiato molto durante gli anni, sia per la ricerca stilistica del fondatore, nonché autore di tutti i brani, Tobias Sammet, sia per lo stile e le voci dei musicisti coinvolti. Come già premesso i primi dischi erano prettamente Power metal con chiare citazioni sinfoniche, ma col passare del tempo si sono fatte sempre più forti le venature hard rock e AOR dei brani, senza mai però rinunciare del tutto alla matrice Heavy metal né ai temi sinfonici e operistici tanto cari al suo creatore..

## Storia

### The Metal Opera(1999-2002)
Nella primavera del 1999, durante il tour "Theater of Salvation" degli Edguy, Tobias Sammet inizia a delineare alcune idee per un concept album di stampo operistico con diversi musicisti ospiti. Al termine del tour, inizia la collaborazione con alcuni fra i maggiori cantanti del mondo metal come: Michael Kiske (Helloween, Unisonic), Andre Matos (ex-Angra), Kai Hansen (Gamma Ray, Helloween), Rob Rock, David Defeis (Virgin Steele), Sharon den Adel (Within Temptation), Bob Catley (Magnum) e Oliver Hartmann e li coinvolge per registrare il primo disco. In questa fase la formazione musicale è composta da quattro membri: Sammet alle tastiere, Henjo Richter (Gamma Ray) alla chitarra, Markus Grosskopf (Helloween) al basso e Alex Holzwarth (Rhapsody of Fire) alla batteria. Va da sé che il genere proposto è fortemente caratterizzato da un sound Power metal, e questo si evince anche considerando le band di appartenenza dei musicisti coinvolti. Nel 2001 viene pubblicato il singolo omonimo e l'album di debutto, The Metal Opera, seguito l'anno successivo da The Metal Opera Part II, nel settembre 2002. Dopodiché il progetto viene temporaneamente sospeso.

### The Scarecrow(2006-2008)
Ben 4 anni dopo, sul finire del 2006, Sammet conferma le voci su un terzo album degli Avantasia, in uscita nel 2008. Due EP intitolati infatti Lost in Space Part I e Part II vengono pubblicati il 19 novembre 2007, mentre l'album completo, The Scarecrow, esce il 25 gennaio 2008. The Scarecrow segna il primo capitolo del concept "The Wicked Trilogy" e segna anche l'inizio della collaborazione (che dura fino ai giorni nostri) con Sascha Paeth nel ruolo di chitarrista e produttore. L'album include la partecipazione del batterista Eric Singer (Kiss), dei chitarristi Henjo Richter e Rudolf Schenker (Scorpions) e dei cantanti Jørn Lande (ex-Masterplan, ex-Ark), Michael Kiske, Bob Catley, Andrè Matos, Alice Cooper, Roy Khan (Kamelot), Amanda Somerville e Oliver Hartmann.
Dopo l'uscita di The Scarecrow, Tobias Sammet viene invitato ad esibirsi come headliner al Wacken Open Air, un'offerta che il produttore / chitarrista Sascha Paeth lo convince ad accettare. Questo porta come risultato la programmazione di un tour con 13 esibizioni tra il 5 luglio e il 13 agosto. Gli spettacoli al Masters of Rock e al Wacken Open Air vengono filmati e pubblicati nel DVD live "The Flying Opera" nel marzo 2011. La formazione per il breve tour è composta da: Tobias Sammet, Andre Matos, Jørn Lande, Kai Hansen, Bob Catley, Amanda Somerville, Cloudy Yang alle voci,  Sascha Paeth e Oliver Hartmann alle chitarre, Robert Hunecke al basso, Miro alle tastiere e Felix Bohnke (Edguy) alla batteria.

### The Wicked Symphony & Angel of Babylon(2009-2010)
Nel novembre 2009, Sammet annuncia di stare lavorando a due nuovi album, The Wicked Symphony e Angel of Babylon, in uscita il 3 aprile 2010.  Il concept qui narrato è una continuazione della storia di The Scarecrow e questi tre album assieme vengono infatti indicati come "The Wicked Trilogy".  Gli ospiti qui presenti aumentano di numero e vediamo infatti alternarsi ben 3 batteristi: Eric Singer, Alex Holzwarth e Felix Bohnke, mentre alle chitarre si alternano: Bruce Kulick (Kiss), Oliver Hartmann e Sasha Paeth. C'è spazio anche per il tastierista Jens Johansson (Stratovarius), mentre i cantanti sono: Jørn Lande, Russell Allen (Symphony X), Michael Kiske, Bob Catley, Klaus Meine (Scorpions), Tim "Ripper" Owens (ex-Judas Priest), Jon Oliva (Savatage), Andre Matos, Cloudy Yang e Ralf Zdiarstek. The Scarecrow, The Wicked Symphony e Angel of Babylon ottengono un ottimo piazzamento nelle varie classifiche musicali internazionali.

### The Metal Opera Comes to Town Tour(2010–2011)

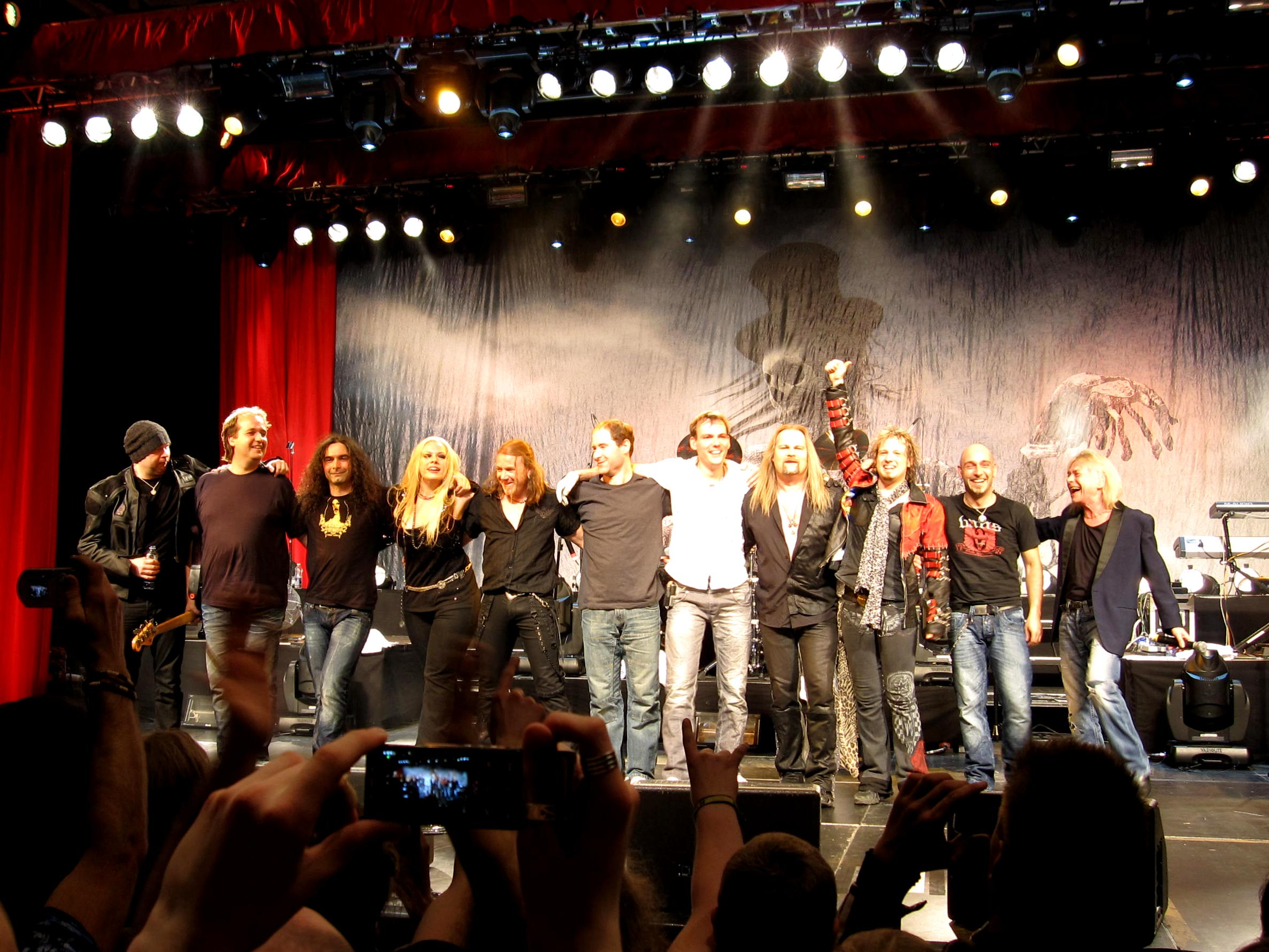
Avantasia dal vivo a Stoccolma (Svezia) nel 2010

Un tour di 12 spettacoli in Europa, Sud America e Asia si svolge nel dicembre 2010, con l'eccezione di un concerto al festival Wacken Open Air nell'agosto 2011. Gli show durano quasi tre ore e molti registrano il sold-out già parecchi giorni prima dell'evento. L'ensemble è quasi lo stesso di The Scarecrow Tour del 2008, con due sole modifiche. Andre Matos viene stato sostituito da Michael Kiske e Cloudy Yang non fa parte della formazione.
Entrambi i tour vengono accuratamente documentati da Amanda Somerville sul suo canale YouTube. I video mostrano vari momenti interessanti nel backstage come le prove, i voli aerei e in treno; insomma un vero e proprio dietro le quinte on the road.

### The Mistery of Time(2012-2013)
Nell'agosto 2012 Sammet dichiara: 
Nel dicembre 2012 viene rivelato sul sito web degli Avantasia che il nuovo album sarà intitolato The Mystery of Time e che vedrà la luce il 30 marzo 2013. The Mystery of Time segna l'inizio di un nuovo concept ed è la prima volta che viene coinvolta una vera orchestra: la German Film Orchestra Babelsberg. L'album vede la partecipazione del batterista Russell Gilbrook (Uriah Heep), i chitarristi Bruce Kulick, Oliver Hartmann e Arjen Anthony Lucassen, mentre le voci sono di: Joe Lynn Turner (TNT, ex-Rainbow), Biff Byford (Saxon), Michael Kiske, Ronnie Atkins (Pretty Maids), Eric Martin (Mr. Big), Bob Catley e Cloudy Yang. The Mystery Of Time riscuote un buon successo nelle classifiche musicali mondiali e permette persino agli Avantasia di entrare nelle classifiche di Billboard degli Stati Uniti per la prima volta.

### The Mystery World Tour(2013–2014)

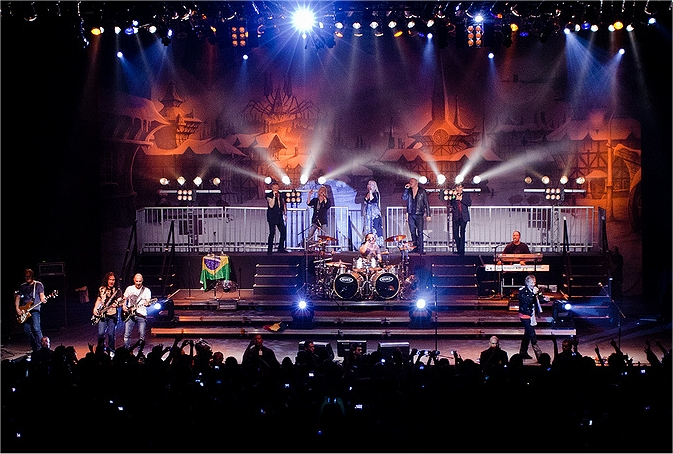
Avantasia dal vivo a San Paolo (Brasile) nel 2013

Il secondo tour mondiale degli Avantasia si svolge tra aprile e agosto 2013. Il tour prevede 30 concerti, incluse 7 apparizioni nei maggiori festival Europei, un'esibizione in un festival Canadese e spettacoli di tre ore in Sud America, Giappone, Russia, Germania, Svizzera, Italia e Olanda. La formazione per il tour è così composta: Tobias Sammet, Michael Kiske, Ronnie Atkins, Eric Martin, Bob Catley, Thomas Rettke (Heaven's Gate), Amanda Somerville alle voci e Sascha Paeth, Oliver Hartmann, Miro, Andre Neygenfind e Felix Bohnke alla sezione musicale.
Questa una dichiarazione di Sammet all'epoca: 

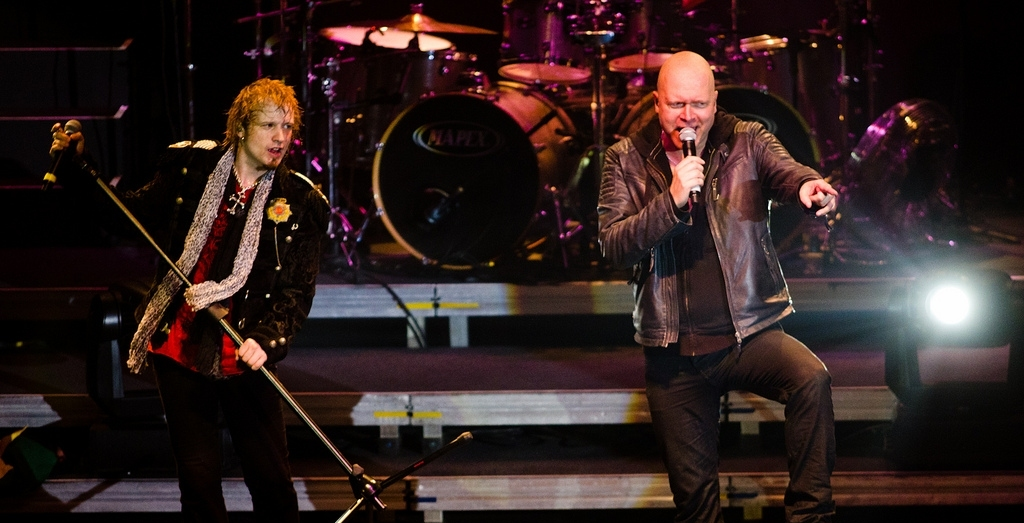
Avantasia dal vivo a San Paolo (Brasile) nel 2013

A due spettacoli dalla fine del tour, Sammet tiene una conferenza stampa in cui annuncia che gli Avantasia saranno protagonisti del Wacken Open Air Festival nel 2014 e che questa sarà una performance di addio, e che non ci saranno ulteriori tour né concerti per il prossimo futuro:

### Ghostlights(2014-2016)
In un'intervista del maggio 2014 riguardante il disco degli Edguy Space Police - Defenders of the Crown, Tobias confessa che The Mystery of Time lasciava le porte aperte ad un possibile sequel.  Il nuovo album, intitolato così Ghostlights, viene pubblicato il 29 gennaio 2016 e vede come ospiti i soliti Bruce Kulick e Oliver Hartmann alle chitarre, mentre alle voci ritroviamo Jørn Lande, Michael Kiske, Ronnie Atkins, Bob Catley, Sharon den Adel e le new entry Dee Snider (Twisted Sisters), Geoff Tate (Queensrÿche), Marco Hietala (Nightwish), Robert Mason e Herbie Langhans. Ghostlights raggiunge la posizione più alta di qualsiasi pubblicazione degli Avantasia nelle maggiori classifiche musicali internazionali e permette alla band di entrare nelle classifiche di Billboard degli Stati Uniti per la seconda volta.

### Ghostlights World Tour(2016–2018)

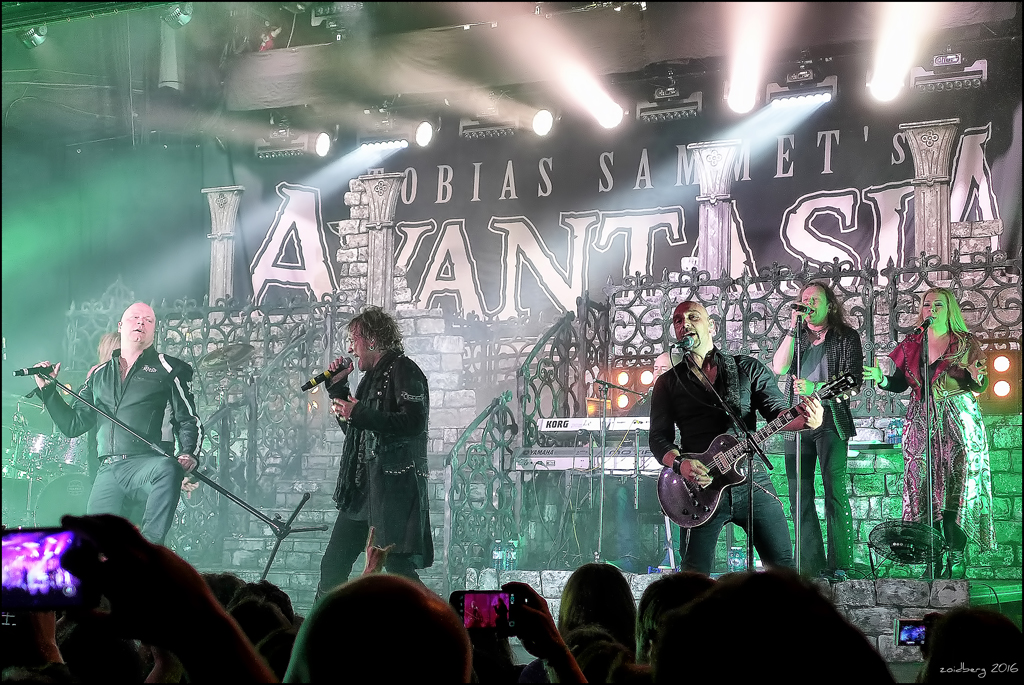
Avantasia dal vivo a Madrid (Spagna) nel 2016

Il "più grande tour mondiale finora" si svolge tra marzo e agosto 2016. Stando al sito web ufficiale è composto da 40 concerti in Europa, Nord America, Sud America, Canada, Giappone, Russia e Scandinavia. Escludendo 8 spettacoli da headliner ai maggiori festival estivi europei, ogni concerto dura oltre tre ore. L'ensemble è quasi lo stesso del tour precedente con l'aggiunta di Jørn Lande e Herbie Langhans. Così come in passato, Sammet annuncia ancora una volta che il Ghostlights World Tour potrebbe essere l'ultima attività del progetto per molto tempo.
Al termine del tour gli Avantasia sono gli headliner protagonisti sia del Wacken Open Air che del Barcelona Rockfest durante l'estate del 2017.

### MoongloweA Paranormal Evening with the Moonflower Society(2018-2024)
Nel marzo 2018, Sammet pubblica una foto sul suo profilo Facebook annunciando di aver iniziato il processo creativo relativo all'ottavo album degli Avantasia.
Il 10 ottobre, Nuclear Blast annuncia ufficialmente che il nuovo album Moonglow verrà rilasciato il 15 febbraio 2019 e che alle voci si alterneranno, oltre ai veterani Jørn Lande, Bob Catley, Eric Martin, Ronnie Atkins, Michael Kiske, Geoff Tate, i nuovi arrivati Candice Night (Blackmore's Night), Hansi Kürsch (Blind Guardian) e Mille Petrozza (Kreator).  Alla pubblicazione del disco segue il Moonglow World Tour 2019 composto da 29 concerti in Europa, Australia, Stati Uniti e Sud America svoltisi tra marzo e giugno 2019. La formazione del tour include ancora Bob Catley, Ronnie Atkins, Geoff Tate, Eric Martin e Jørn Lande, e i nuovi arrivati Herbie Langhans, Ina Morgan e Adrienne Cowan; completano la formazione gli ormai immancabili musicisti Oliver Hartmann e Sasha Paeth alle chitarre, Robert Hunecke al basso, Miro alle tastiere e Felix Bohnke alla batteria.
Nel marzo 2020, Tobias annuncia sui suoi social network di essere al lavoro sul successore di Moonglow; verso la fine dello stesso anno la scrittura del nuovo album è praticamente terminata e Sammet dichiara di aver iniziato le registrazioni per il nuovo disco
Il 18 maggio 2022 viene rilasciato il singolo The Wicked Rule The Night, che vede l'esordio in una produzione degli Avantasia per Ralf Scheepers; nello stesso giorno viene annunciato che il nono disco, vedrà la luce nell'autunno dello stesso anno.
Durante l'estate 2022, mentre la band si esibisce sui palchi dei maggiori festival europei, vengono parallelamente pubblicati altri 2 singoli tratti dal nuovo disco: The Moonflower Society (con Bob Catley) e Misplaced Among The Angels (con Floor Jansen).
Il 19 ottobre 2022 viene pubblicato per la versione tedesca della rivista Metal Hammer, un disco speciale distribuito in 666 copie, dal titolo A Paranormal Evening With The Metal Hammer Society; il mini-album contiene 8 brani registrati dal vivo durante i festival estivi del 2022 e fa da apripista all'imminente disco di inediti.
Il 21 ottobre 2022 viene pubblicato A Paranormal Evening with the Moonflower Society, il nono disco della band.

### Here Be Dragons (2025-oggi)
il 28 febbraio 2025 viene dato alle stampe, tramite Napalm Records, il 10° lavoro in studio degli Avantasia, Here Be Dragons; il disco viene presentato sia in formato classico, composto da 11 tracce inedite, sia in versione estesa con 2 dischi aggiuntivi: un disco contenente 7 tracce, 4 registrate dal vivo al Masters of Rock 2024 più 3 versioni alternative di nuovi brani, e il secondo disco contenente tutti gli 11 inediti in versione strumentale.
Fra Marzo e Aprile 2025 la band parte per l'Here Be Dragons Tour 2025, che prevede passaggi fra Europa e Scandinavia.

## Formazione

### Attuale
- Tobias Sammet – voce, basso (2000–presente)
- Sascha Paeth – chitarra (2007–presente)
- Michael Rodenberg – tastiera (2007–presente)
- Felix Bohnke – batteria (2015–presente)

### Ex componenti
- Markus Grosskopf – basso (2000–2002)
- Henjo Richter – chitarra (2000–2002, 2007–2010)
- Alex Holzwarth – batteria (2000–2002)
- Eric Singer – batteria (2000–2010)
- Russell Gilbrook – batteria (2010-2015)

## Discografia
- 2001 - The Metal Opera - Part I
- 2002 - The Metal Opera - Part II
- 2008 - The Scarecrow
- 2010 - The Wicked Symphony
- 2010 - Angel of Babylon
- 2013 - The Mystery of Time
- 2016 - Ghostlights
- 2019 - Moonglow
- 2022 - A Paranormal Evening with the Moonflower Society
- 2025 - Here Be Dragons